# Alpenus kordofanus
Alpenus kordofanus är en fjärilsart som beskrevs av Wichgraf. Alpenus kordofanus ingår i släktet Alpenus och familjen björnspinnare. Inga underarter finns listade i Catalogue of Life.